# Johan de Meij

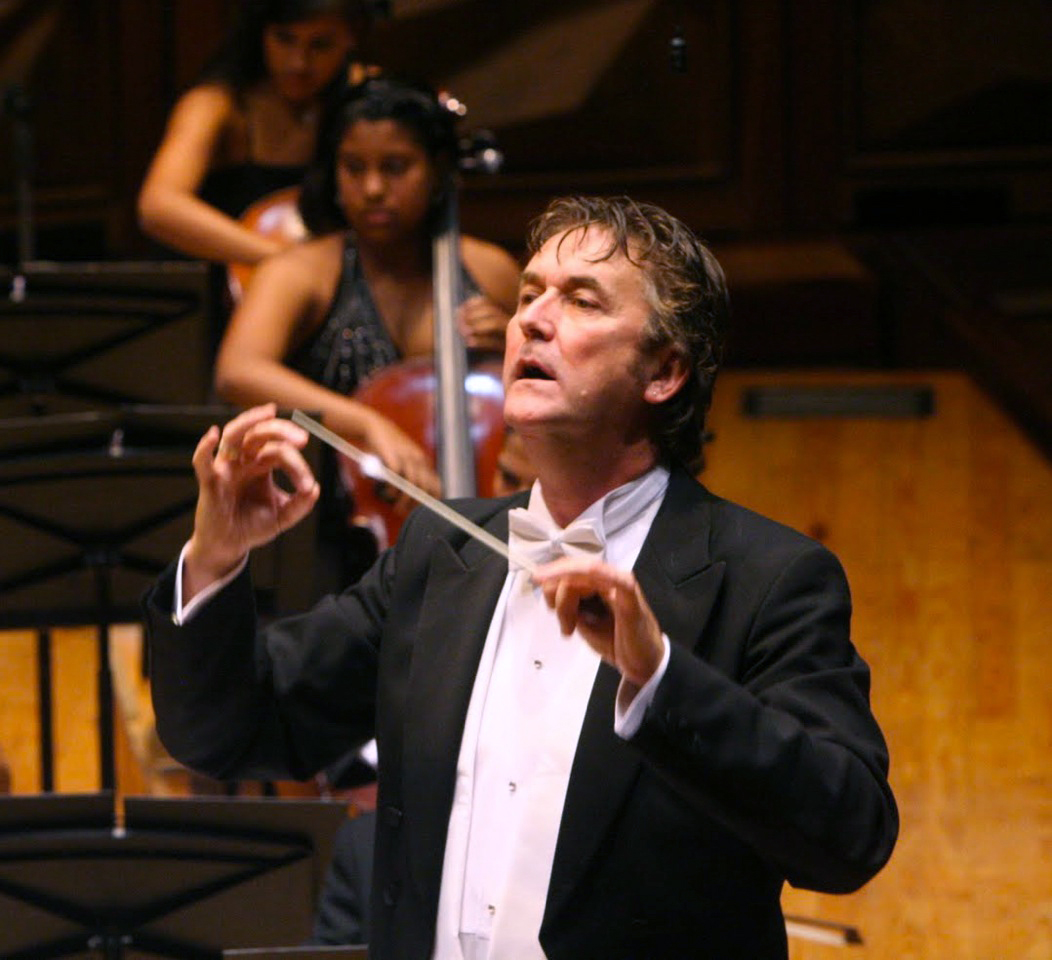
Johan De Meij

Johannes Abraham Johan de Meij [j'ohɑn dʏ mɛi] (* 23. November 1953 in Voorburg) ist ein niederländischer Dirigent, Posaunist, Arrangeur und Komponist.

## Leben
Johan de Meij studierte Posaune und Dirigieren am Königlichen Konservatorium Den Haag und erlangte als Komponist und Arrangeur internationale Anerkennung. Sein Werk umfasst neben originalen Kompositionen auch sinfonische Transkriptionen und Bearbeitungen von Filmmusik und Musicals.

## Komponist, Dirigent, Posaunist und Arrangeur
Die Sinfonie Nr. 1 The Lord of the Rings (Der Herr der Ringe) nach Motiven aus Tolkiens gleichnamigem Roman war Johan de Meijs erste große Komposition für sinfonisches Blasorchester und wurde 1989 mit dem anerkannten Sudler Composition Award in den USA ausgezeichnet. Im Jahr 2001 spielte das Philharmonische Orchester Rotterdam die Uraufführung der Fassung für Sinfonieorchester. The Lord of the Rings wurde auf mehr als zwanzig CDs von renommierten Orchestern wie dem London Symphony Orchestra und dem Nagoya Philharmonic Orchestra eingespielt. Auch seine anderen groß angelegten Werke wie die Sinfonie Nr. 2 The Big Apple, das T-Bone Concerto (Posaunenkonzert) sowie Casanova (Cellokonzert) fanden ihren Weg in das Repertoire vieler Orchester weltweit. Casanova gewann 1999 den ersten Preis beim Internationalen Kompositionswettbewerb in Corciano (Italien); im Jahr darauf wurde The Red Tower beim Internationalen Kompositionswettbewerb in Oman preisgekrönt. Seine dritte Sinfonie Planet Earth komponierte Johan de Meij im Auftrag des Nordniederländischen Orchesters. Er gewann 2006 mit dieser Sinfonie den zweiten Preis beim Internationalen Kompositionswettbewerb in Corciano. Seine jüngste und fünfte Sinfonie Return to Middle Earth ist bis 2018 im Auftrag des durch die Valparaiso University, Indiana (USA) organisierte The Middle Earth Commissioning Project entstanden.
Außer als Komponist ist Johan de Meij auch als Musiker in verschiedenen Bereichen aktiv. Als Posaunist spielte er mit verschiedenen Niederländischen Ensembles und Orchestern, u. a. das Radio Kamer Orkest, Nederlands Filharmonisch Orkest, Nederlands Blazers Ensemble, The Amsterdam Wind Orchestra und Orkest De Volharding. Darüber hinaus ist er ein gefragter Gastdirigent und Dozent und hat bereits in fast allen europäischen Ländern, in Japan, Singapur, Brasilien, Australien und in den Vereinigten Staaten Konzerte dirigiert und Seminare geleitet. Seit 2010 ist er ständiger Gastdirigent beim Simon Bolivar Youth Wind Orchestra in Venezuela.
Gemälde der berühmten niederländischen Meister Rembrandt van Rijn, Johannes Vermeer und Jan Steen regten Johan de Meij zur dreisätzige „Dutch masters Suite“ für Blasorchester an. Von Meijs Thema und seine Musik wiederum inspirierten die deutsche Zeichnerin, Malerin und Projektkünstlerin Ingrid Sonntag-Ramirez Ponce zum gleichnamigen Kunst-Projekt. Es eröffnete 2014 den Kultursommer Main-Kinzig-Fulda. Der Komponist reiste dazu aus den USA an und dirigierte persönlich den Musikverein 1964 Oberndorf – ein zum Projekt gehörendes, 70-köpfiges symphonisches Blasorchester.
2017 wurde er als erster mit dem neuen niederländischen Musikpreis Buma Classical Award der Stiftung Buma Cultuur ausgezeichnet. Im September 2019 dirigierte Johan de Meij die deutsche Uraufführung von Return to Middle Earth in Bad Orb und Hanau in einem Konzert der Bläserphilharmonie Rhein-Main unter Mitwirkung des Chors der Freunde der Karl-Rehbein-Schule Hanau, des Chors der TU Darmstadt und dem Projektchor Polyhymnia.

## Werke (Auswahl)
- 1984–1988 Symphony No. 1 "The Lord of the Rings"
  1. Gandalf
  2. Lothlórien
  3. Gollum
  4. Journey in the Dark (a. The Mines of Moria / b. The Bridge of Khazad-Dûm)
  5. Hobbits
- 1988 Loch Ness- A Scottish Fantasy
  1. The Lake At Dawn
  2. Slowly
  3. Inverness
  4. Storm
  5. Conclusion
- 1989 Aquarium opus 5
  1. Allegretto grazioso (Neon Tetra, Electric Eel and Angelfish)
  2. Andante / Adagio (Sea Horse and Zebrafish)
  3. Finale: Allegro giocoso (Guppy & Co.)
- 1993 Symphony No. 2 "The Big Apple" (A New York Symphony)
  1. Skyline - Allegro assai
  2. Interlude - Times Square Cadenza
  3. Gotham - Largamente, allegro agitato e nervoso
- 1995 Polish Christmas Music - Part 1
  - based on the polish christmas carols Poklon Jezusowi; Mizerna, cicha; Aniol pasterzom mówil; Gdy sliczna Panna and Jam jest dudka

- 1995 Jazz Suite No. 2 (eigentlich Suite für Varieté-Orchester von Dmitri Schostakowitsch) Klassische Transkription für Blasorchester
  1. Marsch
  2. Lyrischer Walzer
  3. Tanz Nr. 1
  4. Tanz Nr. 2
  5. Walzer Nr. 2
  6. Finale

- 1996 T-Bone Concerto für Posaune und Blasorchester
  1. Rare
  2. Medium
  3. Well done

- 1996 Moment for Morricone

- 1997 Continental Overture
- 1998 La Quintessenza
  1. Introduzione
  2. Capriccio
  3. Arioso
  4. Alla Marcia
- 2000 Casanova für Violoncello Solo und Symphonisches Blasorchester
  1. Prologo – Il Tema di Messer Grande
  2. Cadenza – Attos di Presentazione
  3. La Vita a Corte
  4. L'Arresto di Casanova
  5. Reminiscenze
  6. L'Evasione dai Piombi
  7. M.M. e C.C.
  8. Finale e Stretto: Il Trionfo dell'Amore
- 2002 The Venetian Collection
  1. Voice of Space (La Voix des Airs)
  2. The Red Tower (La Torre Rossa)
  3. Magic Garden (Zaubergarten)
  4. Empire of Light (L'Empire des Lumières)
- Klezmer Classics for wind orchestra
  1. Mazltov
  2. Dem Trisker Rebn’s Nign
  3. Lomir Sich Iberbetn
  4. Chosidl
  5. Ma Yofus
- The Wind in the Willows
  1. The River
  2. Ratty and Mole
  3. Mister Toad
  4. The Return of Ulysses
- 2006 Symphony No. 3 "Planet Earth"
  1. Lonely Planet
  2. Planet Earth
  3. Mother Earth
- 2018 Symphony No. 5 "Return to Middle Earth"
  1. Miri na Fëanor (Jewels of Fëanor)
  2. Tinúviel (Nightingale)
  3. Ancalagon i-môr (Ancalagon, the Black)
  4. Arwen Undómiel (Evenstar)
  5. Dagor Delothrin (The War of Wrath)
  6. Thuringwethil (Woman of Secret Shadow)